# Fjodor Dostojevski
Fjodor Mihajlovič Dostojevski (, transliteracija: Fëdor Mihajlovič Dostoevskij), ruski pisatelj in prevajalec, * 11. november (30. oktober po ruskem koledarju) 1821, Moskva, Ruski imperij (sedaj Rusija), † 9. februar (28. januar) 1881, Sankt Peterburg, Ruski imperij (sedaj Rusija).
Pisateljska kariera Dostojevskega se je začela leta 1844, vendar so njegova glavna dela kot Zločin in kazen, Idiot, Besi ter Bratje Karamazovi nastala šele v 60-ih in 70-ih letih 19. stoletja. Dostojevski je napisal devet romanov, številne novele in črtice ter obsežen korpus neleposlovnih besedil. Njegov literarni opus opisuje politične, socialne in duhovne razmere v času Ruskega imperija, ki se je v 19. stoletju znašlo do temeljev v prekrajanju. Dostojevski je zaznaval in prikazoval konflikte, v katerih je pristal človek z nastopom moderne dobe. Osrednja tema njegovih del je bila človeška duša, katere vzgibe, notranje prisile in načine osvoboditve je preiskoval s sredstvi literature; Dostojevski velja za enega izmed najizvrstnejših psihologov v svetovni literaturi. Skoraj celoten njegov romaneskni opus je bil objavljen v obliki feljtona oziroma podlistka in od tod tudi kaže za ta žanr značilen kratek lok napetosti, zaradi česar je navkljub svoji večplastnosti in kompleksnosti celo za neizkušenega bralca lahko dostopen. Njegove knjige so bile prevedene v več kot 170 jezikov.
V drugi polovici 40-ih let 19. stoletja je bil Dostojevski blizu zgodnjemu socializmu in se je udeleževal srečanj kroga Petraševskega. Zaradi tega je bil leta 1849 prijet, obsojen najprej na smrt, nato pa – po spremembi kazni – na ječo in na vojaško službo v Sibiriji. Po izpustitvi leta 1859 je zopet začel graditi svoj pisateljski ugled, najprej z manjšimi deli in potem z Zapiski iz mrtvega doma. S svojim bratom Mihailom je ustanovil dva časopisa, Vremja in Epoha. Prvi je bil prepovedan, drugi pa je finančno propadel, zaradi česar je bil Dostojevski prisiljen pobegniti pred upniki v tujino, kjer je ostal tri leta. Dostojevski je trpel za epilepsijo, bil pa je tudi nekaj let zasvojen z igrami na srečo. Medtem ko so njegovi sodobniki Lev Tolstoj, Ivan Turgenjev in Ivan Gončarov lahko pisali v pogojih materialne preskrbljenosti, so bile pri Dostojevskem zunanje okoliščine njegovega pisateljskega delovanja večji del življenja zaznamovane s finančno stisko. Zadnjih deset let svojega življenja je preživel v urejenih finančnih razmerah in je bil deležen priznanja po vsej deželi. 

## Življenje in delo

### Otroštvo in mladost
Plemiško ime »Dostojevski« kaže na vas Dostojevo pri Pinsku, danes v Belorusiji, ki je bila izročena v fevd enemu izmed prednikov Fjodorja Dostojevskega. Njegov oče, Mihail Andrejevič Dostojevski je bil zdravnik v moskovski Marijinski bolnici (rus. Мариинская больница) za revne. Njegov oče in ded sta bila grškokatoliška duhovnika, le-ti priznavajo papeževo avtoriteto, vendar obenem sledijo pravoslavnemu obredu. Predniki so pripadali neki litvanski plemiški veji šlahte. Mati Marija Fjodorovna, rojena Nečajeva, je izvirala iz premožne moskovske trgovske družine. Par je imel osem otrok, od katerih jih je sedem doseglo odraslo dobo. Po Mihailu (1820–1864) je bil Fjodor, ki se je rodil 11. novembra 1821 (po julijanskem koledarju 30. oktobra 1821), drugi otrok. Sledili so še Varvara (1822–1892), Andrej (1825–1897), Vera (1829–1896), Nikolaj (1831–1883) in Aleksandra (1835–1889). Po napredovanju in povzdignjenju v plemiški stan si je Mihail Dostojevski lahko priskrbel posestvo v kraju Darovoje, 150 km oddaljenem od Moskve, kjer je družina nekaj let preživljala poletne počitnice.
Častihlepni oče je stremel za socialnim in finančnim vzponom ter se je z veliko zavzetostjo loteval izobrazbe svojih otrok. Dostojevski je prejel osnovno izobrazbo najprej od svoje matere, ki je svoje otroke učila tudi francoščine. Ruska pravoslavna vera je v družini igrala veliko vlogo. Mati je sinove opismenjevala z verskimi otroškimi knjigami in za namen njihove nadaljnje verske izobrazbe je v hišo prišel tudi diakon. Dostojevskega je kot otroka posebej ganila Jobova knjiga. Bil je knjižni molj in je med drugim požiral Deržavina, Karamzina, Žukovskega in Puškina, toda tudi Walterja Scotta ter popularno zabavno literaturo tistega časa. Francoščine se je učil med drugim z branjem Voltairove pesnitve La Henriade. Od leta 1833 dalje sta Fjodor in njegov brat Mihail najprej obiskovala francoski internat Monsieura Soucharda, leta 1834 pa sta bila prepisana v internat Leontija Ivanoviča Čermaka, ki je veljal za najboljšega v Moskvi.

### Študij in služba vojaškega inženirja
27. februarja 1837 je zaradi tuberkuloze umrla mati Dostojevskega v starosti 36-ih let. Kmalu nato je Dostojevski opravil sprejemni izpit za ugledno Vojaško inženirsko-tehnično univerzo (rus. Военный инженерно-технический университет) v Sankt Peterburgu in pričel leta 1838 s svojim študijem. Poleg tehničnih predmetov je študiral tudi rusko in francosko literaturo, med drugim Gogolja, Hugoja in Balzaca. George Sand ga je s svojimi spisi ogrela za idejo krščanskega socializma. Zaznamovalo ga je tudi branje Schillerja.
6. junija 1839 je zaradi možganske kapi na svojem podeželskem posestvu umrl tudi oče Dostojevskega. Sosed, Pavel Hotjancev, je obdolžil tlačane umrlega, da naj bi le-tega umorili. Fjodorjev brat Andrej je zaradi tega pozneje verjel, da je bil njegov oče potolčen do smrti. Sigmund Freud je v svojem spisu Dostojevski in usmrtitev očeta po analizi življenja Dostojevskega in očetomora v Bratih Karamazovih domneval, da se je Dostojevski počutil krivega za smrt svojega domnevno umorjenega očeta in zato doživel svoj prvi epileptični napad. Raziskave o Dostojevskem do danes tega niso potrdile. Dostojevskemu, ki je bil s 17-imi leti še vedno mladoleten, sta bila določena skrbnika Aleksandr Kumanin (mamin svak) in Pjotr Karpenin (mož njegove sestre Varve). Avgusta 1841 je bil povišan v čin praporščaka. Kot zunanji slušatelj si je mogel najeti privatno stanovanje, ki si ga je najprej delil z Adolfom Totlebnom, čigar brat, ruski general Ėduard Ivanovič Totleben, se je pozneje zavzel zanj tako pri vrnitvi iz Sibirije kot pri dovoljenju, da bi se lahko ta zopet preselil v Sankt Pereburg. Po pouku je v tem stanovanju bral in pisal. Dvanajst mesecev pozneje je bil povišan v poročnika, in še eno leto za tem je zaključil študij. 6. avgusta 1843 je Dostojevski nastopil službo vojaškega inženirja. Da bi lahko ostal v Sankt Peterburgu in imel čas za pisanje, je sprejel nepomembno mesto vojaškega tehničnega risarja. Ko mu je naposled vendarle grozila premestitev v neko odročno vojaško postojanko, se je odločil, da bo končal kariero vojaškega inženirja. Njegova prošnja za odpust je bila sprejeta 19. oktobra 1844. Ker majhna dediščina ni zadoščala, da bi si z njo zagotovil sredstva za preživljanje, si je sedaj moral služiti denar s pisanjem.

### Pisateljski začetki
Dostojevski se je že od začetka leta 1844 ukvarjal s prevajanjem francoske proze, njegov prevod Balzacovega romana Eugénie Grandet je spomladi izšel v časopisu Repertuar i Panteon. Na podlagi pisem je poznano, da se je ob tem lotil tudi lastnih pisateljskih poskusov, vendar so se izgubili. Prvo ohranjeno delo Dostojevskega je pisemski roman Bedni ljudje, ki je nastajalo od aprila 1844 do marca 1845. Dmitrij Grigorovič, s katerim je pisatelj prijateljeval že od študentskih let in si z njim od leta 1844 dalje tudi delil stanovanje, je rokopis predal svojemu znancu Nikolaju Nekrasovu, preko tega pa je prispel do vpivnega kritika Visarjona Belinskega. Nekrasov in Grigorovič sta Dostojevskega seznanila z Avdotjo in Ivanom Panajevim. V njunem salonu je prvič bral iz svojih del pred strokovno publiko. Nekrasov je objavil roman Bedni ljudje v reviji Peterburški zbornik (rus. Петербургский сборник). Bedni ljudje so poželi velik uspeh. To je bilo prvo delo v ruski literaturi, ki je ljudi v revščini in bedi prikazovalo z vso pretanjenostjo in kompleksnostjo njihovih občutij in njihovega trpljenja. Ruska inteligenca ga je vzneseno pozdravila.
Podpornik Dostojevskega, Belinski je bil predstavnik ateističnega socializma in se je pri svojem 24-letnem varovancu z uspehom zavzel za čtivo Cabeta, Lerouxja, Proudhona und Feuerbacha. V reviji Domovinski zapiski (rus. Отечественные записки) je Dostojevski v začetku februarja 1846 objavil tudi novelo Dvojnik. Navdušenje, ki so ga Belinski in njegovi prijatelji pokazali za prvi roman, pa je izpuhtelo; drugo njegovo delo so sprejeli daleč bolj hladno. Kmalu je imel občutek, da ga v krogu Belinskega odkrito odklanjajo. Zatočišče je našel v krogu Nikolaja Beketova, ki je bil blizu Cahrlesu Fourieru in utopičnemu socializmu. Pri Beketovu je spoznal brata Apollona in Valeriana Nikolajeviča Majkova ter Alekseja Nikolajeviča Pleščejeva, čigar pesmi je pozneje uglasbil Pjotr Iljič Čajkovski. Skupaj z njimi je od zime 1846/7 dalje obiskoval srečanja v krogu Mihaila Petraševskega.
V obdobju od jeseni 1846 do pomladi 1849 je objavil niz manjših proznih del: Gospod Proharčin, Roman v devetih pismih, Gospodarica, Tuja žena in mož pod posteljo, Slabotno srce, Polzunkov, Pošteni tat, Jelka in svadba ter Bele noči. Večina teh del je bila objavljenih v Domovinskih zapiskih. Spomladi 1849 so tam izšli tudi prvi deli romana Netočka Nezvanova.

### Prijetje in sodni proces
Toda delo je ostalo nedokončano. Dostojevski je bil 23. aprila 1849 v zgodnjih jutranjih urah aretiran. Notranje ministrstvo je dalo preiskati krog Petraševskega po agentu provokatorju, Pjotru Antonelliju. Zatrtje skupine je bila reakcija na evropske revolucije v letih 1848/49; oblasti so hotele preprečiti, da bi se vstaje razširile v Rusijo. Skupaj z Dostojevskim je bilo v Petropavlovski trdnjavi (rus. Петропавловская крепость), v zaporu za politične prestopnike, priprtih še 14 petraševcev. V zaporu je Dostojevski napisal pripoved Mali junak, ki je bila objavljena šele leta 1857. Pred vojaškim sodiščem mu je bilo očitano, da se je udeleževal srečanj petraševcev in da je tam prebral zloglasno Pismo Gogolju Visarjona Belinskega, v katerem so bili ostro napadeni avtokracija, tlačanstvo in religija. Vsi obtoženi so bili obsojeni na smrtno kazen. Dostojevski je tedaj štel 28 let.
Usmrtitev 22. decembra 1849 na Semjonovskem trgu pa se je izkazala samo za zaigrano. Obsojenci so bili oblečeni v bele mrliške halje in pokrivala; ko so bili prvi trije (Petraševski, Spešnjev, Mombelli) že privezani k drogovom, so nenadoma prebrali odlok, ki ga je že 19. novembra generalni avditoriat(?) predložil carju. Ta je priporočal, da se Dostojevskemu „... odreče vse premoženjske pravice in se ga pošlje za osem let na prisilno delo v zaporu.“ Car Nikolaj je pod osnutek sodbe zabeležil; „Za štiri leta. Po tem navaden vojak.“

### Delovno taborišče
Dostojevski je nastopil več kot 3000 km dolgo pot proti Sibiriji 24. decembra 1849. V delovno taborišče, imenovano katorga, v Omsku, je prispel 23. januarja 1850. Politični zaporniki so bili nameščeni skupaj z običajnimi hudodelci. Pogoji, v katerih so jih namestili in držali, so bili zelo slabi. Dostojevski je bil skozi celoten čas zapora v verigah. Sicer ni smel pisati, vendar je preživel nekaj časa v bolnišnici, kjer si je lahko skrivoma urejal beležko.
Ideji revolucije in svojim prejšnjim političnim prepričanjem se je Dostojevski v času jetništva in služenja vojske v celoti odpovedal. Vendar se je vse življenje oklepal ideala krščanskega socializma, to se pravi ideje, da lahko človeštvo s svojo duhovno močjo ustvari raj na zemlji.

### Služenje vojske
15. februarja je bil izpuščen iz katorge. Iz zdravstvenih razlogov je ostal v Omsku še do srede marca, potem pa je odpotoval v kazahstanski Semipalatinsk (danes imenovan Semej), kjer se je moral priključiti 7. linijskemu bataljonu. Ker so se prijatelji zavzeli zanj, mu ni bilo treba bivati v kasarni. Od pomladi 1855 dalje si je delil dačo z Aleksandrom Vranglom, vplivnim novim prijateljem, ki je Dostojevskega uvedel v boljšo družbo tistega kraja; po zaslugi Vrangla je bil novembra 1855 Dostojevski tudi povišan v nižjega častnika. Spomladi 1856 je Vrangel celo dosegel, da je bilo Dostojevskemu zopet dovoljeno objavljati literarna dela.
Že leta 1854 je Dostojevski spoznal družino Isajev. Potem ko je Aleksandr Isajev leta 1855 umrl, si je Dostojevski prizadeval za roko Marije Isajeve. Naposled je privolila in 6. februarja 1857 se je par poročil v Kuznecku, kjer je Marija v tem času živela. Marija je s seboj v zakon prinesla svojega 9-letnega sina Pavla. Na poti domov v Semipalatinsk, kjer se je par po tem naselil, je Dostojevski doživel svoj prvi težji epileptični napad in mu je bila tudi prvikrat postavljena diagnoza epilepsije. Že v Sankt Peterburgu je trpel zaradi vidnih simptomov kot je izguba zavesti in se je zaradi tega maja 1846 posvetoval z zdravnikom Stepanom Janovskim.
18. aprila 1857 je Dostojevski prejel nazaj svoje državljanske pravice. Prav tako je zopet začel pisati. 1858 sta nastali noveli Stričkove sanje in Stepančikovo in njegovi prebivalci. Njegovo zdravstveno stanje se je tako poslabšalo, da je bil 18. marca 1859 odpuščen iz vojske. Smel se je vrniti v evropski del Rusije, vendar mu je bilo prepovedano, da bi se naselil v Moskvi ali Sankt Peterburgu. Bil je postavljen pod nadzorstvo policije. Julija se je preselil v mesto Tver.

### Sankt Peterburg
Potem ko so tako on sam kot njegovi prijatelji napisali peticije, naslovljene na novega carja, se je smel Dostojevski sredi decembra 1859 preseliti iz Tvera v Sankt Peterburg. Po smrti Nikolaja I. se je politična klima močno spremenila. Tisk je lahko svobodneje deloval; leta 1861 je bilo odpravljeno tlačanstvo. Natisnjena so bila dela, ki jih je Dostojevski napisal v izgnanstvu, najprej Stričkove sanje v reviji Ruska beseda (rus. Ру́сское сло́во) marca 1859. Stepančikovo in njegove prebivalce je Dostojevski le s težavo spravil v Domovinske zapiske (rus. Оте́чественные запи́ски) konec leta 1859. Med septembrom 1860 in začetkom 1861 so v Ruskem svetu (rus. Русский мир) izšli uvod in prva štiri poglavja Zapiskov iz mrtvega doma, vendar je objava nadaljnjih poglavij spodletela zaradi cenzure. Zapiski iz mrtvega doma so bili prvo delo v zgodovini ruske književnosti, ki je govorilo o življenju jetnikov in njihovem boju za osnovno dostojanstvo v brutalnem, nečloveškem okolju sibirske kazenske kolonije.

### RevijiČasinEpoha
Brat Dostojevskega Mihail je izrabil ozračje sprememb ob koncu 50-ih let, da je pridobil dovoljenje za izdajanje nove revije. Prosil je Dostojevskega za prispevek za novo revijo, ki mu ga je ta obljubil še v času pregnanstva. Konec 1861 je izšel mesečnik Čas (rus. Время – Vremja), v katerem je bil med januarjem in julijem po delih objavljen njegov roman Ponižani in razžaljeni. Med jesenjo 1861 do konca 1862 je tu tudi postopoma objavil celotno besedilo Zapiskov iz mrtvega doma in 1862 prav tako krajšo pripoved Nespodobna anekdota.
Leta 1862 je bil Dostojevski v tako dobrem finančnem položaju, da si je lahko dovolil svoje prvo potovanje v tujino. Začelo se je 7. junija 1862 in ga je vodilo preko Nemčije in Belgije v Pariz, kjer je ostal dva tedna in izrabil priložnost, da se je posvetoval z dobrimi zdravniki. Julija je bil v Londonu, kjer je srečal Aleksandra Gercena in Mihaila Aleksandroviča Bakunina in si ogledal Kristalno palačo, stavbo, ki je gostila prvo Svetovno razstavo leta 1851. Skupaj z Nikolajem Strahovom je nato prepotoval Švico in severno Italijo. Na tem potovanju je spoznal ruleto, ki je bila v Rusiji, kot vse igre na srečo, strogo prepovedana. 
14. septembra 1862 se je Dostojevski vrnil v Sankt Peterburg in spodbujen od izkušnje s potovanja napisal esej Zimski zapiski o poletnih vtisih, ki je bil objavljen sledečega februarja v reviji Vremja (Čas). V njem je naslikal tudi odpor, ki ga je občutil do materializma evropskih mest, posebej v Londonu. Potem ko je Strahov za revijo Vremja napisal članek o rusko-poljskem odnosu, ki ga je cenzura občutila kot kritičnega do vlade, je bil ta časopis 24. maja 1863 prepovedan.
Dostojevski se je domnevno že pozimi zapletel v ljubezenski odnos z mlado Polino Suslovo. Med avgustom in oktobrom 1863 je opravil svoje drugo potovanje po tujini, ki je zopet vodilo v Pariz, kjer se je to pot srečal s Suslovo. Ta ga je spremljala v Baden-Baden, kjer je obiskal igralnico. Novembra 1863 se je Dostojevski s svojo jetično ženo preselil v Moskvo, da bi jo tam dal zdraviti.
Januarja 1864 je ustanovil, zopet skupaj z bratom Mihailom, mesečnik Epoha (rus. Эпоха), ki naj bi nasledil Čas. Dostojevski je začel objavljati revijo 21. marca s prvim delom Zapiskov iz podpodja. Tu je do absurda prignal idejo Černiševskega o „razsvetljeni sebičnosti“. 15. aprila mu je umrla žena in 22. julija nepričakovano tudi brat Miahail v 43. letu starosti; Dostojevski je privolil, da bo preživljal njegovo vdovo in otroke. Epoha ni nikoli dosegla komercialnega uspeha Časa in je bila v velikih dolgovih. Junija 1865 je moral Dostojevski končati s svojo poslovno dejavnostjo; satirična pripoved Krokodil, ki jo je začel objavljati v februarju, je ostala nedokončana. Nato je Dostojevski odpotoval še tretjič na zahod, kjer je v Wiesbadnu, zopet v družbi Poline Suslove, konec julija zaigral 3000 rubljev.

### Šest velikih romanov

#### Zločin in kazen
Dostojevski se je že od 1864 dalje ukvarjal s svojim naslednjim delom, Zločinom in kaznijo. Roman je izhajal v mesečniku Ruski vestnik od januarja do decembra 1866 in bil leta 1867 objavljen še v knjižni obliki; pri občinstvu je bil ravno tako priljubljen kot pri kritiki. Zločin in kazen pripoveduje zgodbo o študentu Rodionu Raskolnikovu, ki iz napuha, v dolgotrajni denarni stiski, postane morilec izposojevalke denarja, ki pa v kazenskem taborišču in po ljubezni Sonje, hčerke preminulega prijatelja, najde pot do nove etične drže. To je bil prvi izmed velikih idejnih romanov, ki stojijo v središču ustvarjalnosti Dostojevskega. Vsi obravnavajo učinkovanje resničnosti na odraščajočo generacijo; skrb teh romanov je bila postavljati diagnozo sodobnosti, to se pravi let 1865–75, ki so bila v Rusiji zaznamovana s temeljnim duhovnim prelomom.

#### Srečelovec
Leta 1866 je Dostojevski vzporedno z delom na Zločinu in kazni začel pisati znatno krajši roman Srečelovec. Dostojevski se je junija 1865 po propadu časopisa Epoha znašel v finančno brezizhodni situaciji. Da bi napraskal nadaljnjih 3000 rubljev, je sklenil z založnikom Stellovskim pogodbo, ki ga je med drugim obvezala, da mora do 31. oktobra 1866 izročiti roman, ki bo obsegal najmanj 10 tiskarskih pol. Potem ko v celem letu ni napisal še nobene vrstice za ta roman, je v zadnjem trenutku, 4. oktobra angažiral stenografinjo, 20-letno Anno Snitkino, s pomočjo katere je delo še pravočasno oddal. Srečelovec je bil edini roman Dostojevskega, ki ni izšel v obliki podlistka. Stellovski je bil knjigotržec in je pripravljal prvo celotno izdajo pisateljevih del, ki naj bi vsebovala tudi ta kratki roman kot nekakšen bonus. Dostojevski se je s Snitkino med delom zbližal in 8. novembra jo je prosil za roko. Poroka se je odvila 15. februarja 1867 v cerkvi sv. Trojice v Sankt Peterburgu.

#### Idiot
Dostojevski ni znal ravnati z denarjem, imel je dolgove in kar nekaj sorodnikov, ki so hoteli, da jih vzdržuje. Anna je hotela nadzor nad denarjem vzeti v svoje roke in je bila prepričana, do bo to lažje uspelo, če odpotujeta za nekaj časa ven iz dežele; sprva je bilo načrtovano za tri mesece. Da bi lahko financirala potovanje, je Anna zastavila svojo doto. Malo pred odhodom sta dva upnika postavila svoje zahteve. Par je sklenil, da bo ostal v tujini tako dolgo, dokler se Dostojevski s svojimi novimi deli ne bo finančno postavil v boljši položaj. Potovanje se je pričelo 14. aprila 1867 in je vodilo najprej v Dresden. Vendar se je Dostojevski zopet odpravil k igri rulete v Bad Homburg vor der Höhe ter v Baden-Baden, kjer je ponovno izgubil denar. V Baden-Badenu se je povrhu še sprl s Turgenjevom, kateri ga je do tedaj priložnostno podpiral. Sredi avgusta je par odpotoval preko Basla v Ženevo, kjer je Anna 5. marca 1868 rodila Sonjo, ki pa je že po treh mesecih umrla.
Že od poletja 1867 dalje je imel Dostojevski načrt za nov roman, naslovljen Idiot. S pisanjem je začel v Ženevi, večji del pa je nastal v Veveyu, kjer se je par nastanil maja 1868. Od januarja dalje je roman izhajal v Ruskem vestniku. Poznejši deli so nastali v Milanu in Firencah, kjer je Dostojevski januarja 1869 delo tudi dokončal. Miselni eksperiment, ki ga je izvedel v Idiotu, je obstajal v tem, da je postavil »popolnoma dobrega in lepega človeka« – mladega kneza Miškina – po daljšem bivanju v tujini v sodobno rusko okolje, kar se po zapletenem dogajanju seveda konča s kar največjim polomom. Kot vsem njegovim delom je bila tudi temu romanu lastna intertekstualnost: s svojim portretom »dobrega človeka« Dostojevski obilno nakazuje ne samo na Novo zavezo in interpretacije Kristusa pri Ernestu Renanu ter Davidu Friedrichu Straußu, temveč tudi na junake Miguela de Cervantesa, Charlesa Dickensa in Victorja Hugoja.

#### Besi
Od sredine 1869 do konca 1870 sta Anna in Fjodor živela v Dresdnu. 26. septembra 1869 je na svet privekala hči Ljubov Fjodorovna, ki je pozneje postala pisateljica. Malo pred tem je začel pisati novelo Večni mož, ki jo je dokončal v decembru in jo potem v začetku 1970 objavil v reviji Zarja, ki jo je urejal Nikolaj Strahov.
V Moskvi se je 21. novembra zgodil umor Ivana Ivanova, študenta, pripadnika skrivne združbe Narodona osveta (rus. Народная Расправа, Narodnaja rasprava). Sergej Nečajev, ustanovitelj te podtalne revolucionarne organizacije, ga je ubil s soborci, potem ko je prišlo do mnenjskih razhajanj med njimi. Dogodek, o katerem je bilo slišati tudi v Dresdnu, je močno razvnel domišljijo Dostojevskega; v nihilistu Nečajevu je videl ideološkega potomca liberalnih mislecev, kakršen je bil v 40-ih letih tudi sam. Nečajev, ki je bil očitno pripravljen za revolucijo početi najstrašnejše zločine, je v tem oziru potrdil najhujša pričakovanja Dostojevskega, do česa vodi, ko je dosledno izpeljana do konca, materialistična in ateistična pozicija Černiševskega. Iz teh premislekov se je porodil naslednji veliki roman, Besi, na katerem je Dostojevski delal od decembra 1869 do novembra 1872. Izhajal je v nadaljevanjih v Ruskem vestniku od januarja 1871 do decembra 1872.
Po Zapiskih iz podpodja in Zločinu in kazni so bili Demoni tretje in zadnje protinihilistično delo Dostojevskega. Njegova diagnoza duhovnega stanja časa je tu dosegla najnižjo točko, kar se tiče brezupnosti. Iz umora je Dostojevski v tem romanu razvil zapleten in nadrealističen scenarij sveta, vrženega iz tečajev, nad katerim skoraj vsi deležniki slej ko prej obupajo. S kompleksno zastavljenim glavnim likom Stavrogina, amoralnim, onkraj dobrega in zla delujočim nadčlovekom je Dostojevski ustvaril mračen protipol na Kristusa spominjajočega kneza Miškina. Jasno je razdelana idejno-zgodovinska genealogija, ki razsvetljensko generacijo 40-ih let 19. stoletja označuje za vzgojne očete nihilistov iz 60-ih let. Po drugi strani pa se prav Stepan Verhovenski – v romanu najpomembnejši predstavnik generacije 40-ih – zelo približa pisateljevemu idealu krščanskega socializma.
Aprila 1871 se je Dostojevski poslednjikrat odpravil k igram na srečo, v Wiesbaden. Julija je prejel 1000 rubljev predujma za Bese, kar mu je omogočilo, da se je z družino vrnil v Sankt Peterburg. Nekaj dni po prihodu, 16. julija 1871, se mu je rodil sin Fjodor. Rokopis Besov je Dostojevski dokončal novembra 1872.

#### Mladenič
Odkar je ponovno živel v Sankt Peterburgu, si je Dostojevski pridobil prijateljstvo nekaterih vplivnih osebnosti, med njimi tudi Konstantina Pobedonosceva, ki je pozneje postal siva eminenca carja Aleksandra III. Pobedonoscev je pomagal Dostojevskemu, da je marca 1878 dobil povabilo v carjevo rezidenco, kjer je smel z njegovima sinovoma, Sergejem in Pavlom, voditi vzgojne razgovore. Dostojevski je tudi sklenil prijateljstvo z mladim filozofom Solovjovom ter Sofjo Andrejevno Tolstajo, vdovo pesnika Alekseja Konstantinoviča Tolstoja.
Knez Vladimir Meščerski je Dostojevskemu zaupal urejanje svojega konzervativnega tednika Državljan (rus. Гражданин – Graždanin). Dostojevski je v njem v neenakomernih presledkih objavljal kolumne v rubriki Dnevnik pisatelja, ki so se bavile s širokim razponom političnih, verskih in filozofskih tem in so bile ob svojem času izjemno popularne, vendar so v 20. stoletju zaradi svojih antisemitskih stališč naletele tudi na kritiko. V šesti številki letnika 1873 je izšla tudi njegova kratka pripoved Bobek.
Potem ko je Dostojevski zaradi nekega prestopka zoper cenzurne določbe preživel dva dni v ječi, je aprila 1874 zapustil Državljana. Že od februarja dalje je pripravljal nov obsežnejši roman, Mladeniča, in ga začel prelivati na papir v začetku novembra. V njem je je razvil analizo ruske stvarnosti ob egocentričnem mladem možu Arkadiju Dolgorukemu, ki vse stavi na to, da bi dosegel denar, družbeno moč in preko tega neomejeno osebno avtonomnost. Peterburški svet meščanov in plemičev v katerem se giblje Arkadij se kaže kot vržen iz tečajev in moralno propadel. Osrednji element romana predstavlja postopno se razvijajoči odnos Arkadija do rodnega očeta, okrog katerega se sučejo njegove misli in hrepenenja. Roman je izhajal od januarja 1875 dalje v Domovinskih zapiskih (rus. Отечественные записки – Otéčestvennye zapíski).
Že od 1872 dalje je Dostojevski preživljal vsako zimo v zdraviliškem kraju Stara Rusa (rus. Старая Русса – Staraja Russa). 10. avgusta 1875 se je tam rodil sin Aleksej. Leta 1876 je Dostojevski v Stari Rusi kupil tudi majhno hišo. Ker je bolehal za emfizemom pljuč, je v terapijske namene od 1874 dalje večkrat obiskal nemško zdravilišče Bad Ems.

#### Bratje Karamazovi
Januarja 1876 je Dostojevski na lastne stroške začel izdajati revijo Dnevnik pisatelja, ki po njegovem odhodu z Državljana ni več izhajal (tam samo kot posebna rubrika). Novembra 1876 je objavil v Dnevniku delo Krotko dekle in aprila 1877 v Državljanu pripoved Sanje smešnega človeka.
Poletje 1877 je družina preživela v kraju Mali Prikol blizu Kurska, kjer je Annin brat Ivan imel podeželsko posestvo. 16. maja 1878 je nepričakovano umrl najmlajši otrok, malo manj kot tri leta star Aljoša. Dostojevski je vržen iz tira od bolečine junija poromal v samostan Óptina pustin (rus. Оптина пустынь) pri kraju Koselsk, kjer je iskal tolažbe pri „starcu“ Ambroziju: svoje vtise o tem možu je pozneje uporabil v romanu Bratje Karamazovi pri upodobitvi starca Zosime. Zapiske za ta roman si je začel delati že aprila 1878, v začetku novembra 1880 pa ga je dokončal. Roman Bratje Karamazovi, najobsežnejši med romani Dostojevskega, je zelo kompleksen zaradi izjemnega števila oseb in mnogih pripovednih niti, v katerih je Dostojevski ponovno obravnaval vse ideje in orise človeka, ki so ga do tedaj notranje vznemirjali. Osrednja vprašanja, na katera protagonisti odgovarjajo vsak na svoj način, so vprašanja o božjem obstoju in smislu življenja. Zgodba je kriminalna: Fjodorja Karamazova, razvratnega starca, njegovi štirje kar najrazličnejši sinovi sovražijo in razmišljajo o njegovem uboju. Po njegovem umoru sta dva med njimi osumljena, vendar pa se ostala dva čutita moralno soodgovorna. Umetniška antropologija Dostojevskega tu doseže svoj vrh, kar je Sigmunda Freuda spodbudilo k sodbi, da naj bi bil to »najveličastnejši roman, ki je bil kdajkoli napisan.« Roman je bil objavljan v mnogih nadaljevanjih od januarja 1879 do novembra 1880 v Ruskem vestniku.

### Poslednja leta življenja
Dostojevski je bil v poslednjih letih življenja, ko je postajal čedalje bolj bolan, deležen številnih počastitev. Ko je novembra 1877 umrl Nikolaj Nekrasov, je imel Dostojevski žalni govor. 2. decembra 1878 je bil izvoljen za dopisnega člana Ruske akademije znanosti. 3. februarja 1880 ga je Slovanska dobrodelna družba izvolila za podpredsednika. Ob svečanem odkritju Puškinovega spomenika 8. junija 1880 je imel Dostojevski govor o pesniku, v katerem ga je slavil kot glasnika rustva.
Zdravstveno stanje Dostojevskega se je naglo poslabšalo. 7. februarja 1881 je dobil krvavitve na pljučih, ki so 9. februarja (po julijanskem koledarju 28. januarja) privedle do njegove smrti.
 

Žalnega sprevoda, ki se je 12. februarja vil od stanovanja Dostojevskega preko Nevskega prospekta do cerkve v samostanu Aleksandra Nevskega, se je udeležilo na deset tisoče ljudi. Pogreb, na katerem je imel govor Solovjov, je bil en dan pozneje na Tihvinskem pokopališču, ki spada k omenjenemu samostanu. Kot napis na njegovem nagrobniku stojijo Kristusove besede:   
»Resnično, resnično, povem vam: Če pšenično zrno ne pade v zemljo in ne umrje, ostane sámo; če pa umrje, obrodi obilo sadu.« – Nova zaveza (Janez 12,24)

## Pisateljevi nazori

### Politična prepričanja
V mladosti je Dostojevski rad bral Zgodovino ruske države Nikolaja Karamzina, ki je slavila konzervativnost in rusko neodvisnost, ideje, ki se jih je Dostojevski oklenil pozneje v življenju. Pred njegovo aretacijo 1849 zaradi sodelovanja v krogu Petraševskega, je pripomnil: »Kar se mene tiče, nič ni bilo nikoli bolj smešno kot ideja o republikanski vladi v Rusiji.« V svojem dnevniku leta 1881 je Dostojevski izrazil, da bi car in ljudstvo morala tvoriti edinost: »Za ljudstvo car ni zunanja sila, ni sila kakega zavojevalca … pač pa sila vsega ljudstva, vse združujoča sila, ki si jo je ljudstvo samo želelo.«
Dostojevski, čeprav kritičen do tlačanstva, je bil skeptičen do oblikovanja ustave, ki jo je videl kot koncept, ki nima povezave z rusko zgodovino. Opisal jo je kot zgolj »gosposko vladavino« (ang. gentleman's rule) in je verjel, da bi »ustava preprosto zasužnjila ljudi«. Namesto tega je zagovarjal družbene spremembe, npr. odpravo fevdalnega sistema in blaženje delitev med kmeti in premožnimi razredi. Njegov ideal je bila utopija, krščanska Rusija, v kateri »če bi bili vsi dejavni kristjani, se ne bi pojavilo niti eno samo socialno vprašanje … Če bi bili (oni) kristjani, bi vse uredili.« Demokracijo in oligarhijo je smatral za slaba sistema; glede Francije je zapisal: »oligarhe zaposluje samo korist bogatih; demokrate samo korist revnih; toda korist družbe, korist vseh in Francije kot celote – nihče se tam ne briga za te stvari.« Trdil je, da politične stranke na koncu pripeljejo v družbeno neslogo. V 60-ih letih 19. st. je odkril počveništvo (rus. Почвенничество od почва – zemlja, tla, gruda), gibanje podobno slavjanofilstvu (rus. Славянофи́льство) v tem, da je zavračalo evropsko kulturo in sodobne filozofske tokove kot sta nihilizem in materializem. Počveništvo pa se je od slavjanofilstva razlikovalo v tem, da je nameravalo ustvariti ne izolirano, pač pa bolj moderno državo po vzoru Rusije Petra Velikega.
V svojem nedokončanem članku Socializem in krščanstvo je Dostojevski trdil, da je civilizacija postala razkrojena in da se pomika proti liberalizmu ter izgublja vero v Boga. Izrazil je trditev, da bi se tradicionalni koncept krščanstva moral obnoviti. Menil je, da je sodobna zahodna Evropa »zavrnila edino formulo za svojo odrešitev, ki je prišla od Boga in je bila razglašena preko razodetja, 'ljubi svojega bližnjega kakor samega sebe', in jo nadomestila s praktičnimi zaključki, kot 'Chacun pour soi et Dieu pour tous' (vsak zase in Bog za vse), ali „znanstvenimi“ slogani, kot 'boj za preživetje'«. To krizo je imel za posledico trka med interesi skupnosti in posameznika, ki ga je povzročil zaton na področju verskih in moralnih načel. Nihilizma se je loteval podobno kot Turgenjev kot filozofsko stališče mladega ruskega svetovljana, študenta.
Dostojevski je razlikoval med tremi „velikimi svetovnimi idejami“, ki so prevladovale v njegovem času: rimokatolicizmom, protestantizmom in pravoslavjem. Trdil je, da je katolicizem nadaljeval tradicijo Rimskega cesarstva in je na ta način postal protikrščanski in protosocialističen toliko, da ga je njegov interes v političnih in posvetnih zadevah privedel do tega, da je opustil idejo Kristusa. Za Dostojevskega je bil socializem »najnovejše utelešenje katoliške ideje« in njen »naravni zaveznik«. Protestantizem se mu je zdel v protislovju s samim seboj in je trdil, da bo na koncu izgubil moč in duhovnost. Rusko pravoslavje je smatral za idealno obliko krščanstva.
Med rusko-turško vojno 1877–78 je Dostojevski izjavil, da je morda vojna nujna, če naj bo podeljeno odrešenje. Želel je, da se muslimansko Otomansko cesarstvo odstrani in obnovi krščansko Bizantinsko cesarstvo, nadejal se je osvoboditve balkanskih Slovanov in njihove združitve z Ruskim imperijem.

### Rasna prepričanja
Dostojevski je znal biti v svojih literarnih delih, dnevnikih in članki, od časa do časa strupeno antisemitski in vendar je ob drugih priložnostih pisal z uvaževanjem o Judih in branil njihove pravice. Njegovi dnevniki pogosto izražajo sovraštvo do Judov, vendar pa je močno napadel poznanega novinarja Ivana Aksakova, ko je njegov časopis objavil antisemitske tirade. Orlando Figes v svoji recenziji knjige Josepha Franka The Mantle of the Prophet izjavlja, da je Dnevnik pisatelja »napolnjen s politiko, literarno kritiko in panslovanskimi diatribami o vrlinah Ruskega imperija, [in] predstavlja velik izziv za privrženca Dostojevskega, ne v najmanjši meri zaradi pogostih izrazov antisemitizma.« V svojem predgovoru h knjigi Davida Goldsteina Dostoevsky and the Jews je Frank prikazal Dostojevskega kot proizvod svojega časa in pripomnil, da je Dostojevski dajal antisemitske pripombe, vendar se ni povsem lagodno počutil ob takih pogledih. V njegovem na pol avtobiografskem delu Zapiski iz Mrtvega doma glavni junak prijateljuje z Judom, Isajem Formičem Bumštejnom, ki je prikazan na pozitiven način: »Bila sva velika prijatelja: bil je zmeraj izredno dobre volje.« (5. poglavje) 
Zagovarjal je enake pravice za rusko judovsko prebivalstvo, kar ni bilo priljubljeno stališče v tedanji Rusiji. Izjavil je, da ne sovraži Judov in da ni antisemit. Trdil je, da imajo Judje morda negativen vpliv, vendar je svetoval carju, naj jim dovoli zasedati vplivne položaje kot je mesto univerzitetnega profesorja. Antisemitska oznaka ne odraža njegove jasno izražene želje, da bi mirno spravil Jude in kristjane v univerzalnem bratstvu človeštva.
Dostojevski je izražal negativna stališča o otomanskih Turkih v Dnevniku pisatelja. Izražal je potrebo po tem, da se s Turki v vojni nima nobenega usmiljenja, da se nima obžalovanja pri pobijanju Turkov, medtem ko se odstranjuje turško prebivalstvo iz Istanbula in se ga pošilja v Azijo, in izražal je splošno superiornost Slovanov nad Turki.

### Verska prepričanja
Dostojevski je bil pravoslavni kristjan, vzgojen je bil v pobožni družini in je že od mladih nog poznal evangelij. Nanj je imel vpliv ruski prevod dela Johannesa Hübnerja Štiristo ena sveta zgodba iz Starega in Novega testamenta, izbrana za otroke (gre deloma za Biblijo za otroke deloma za katekizem). Obiskoval je nedeljske maše že od najzgodnejših let in se je udeleževal letnih romanj k samostanu Trojiška lavra sv. Sergija. Bolnišnični diakon mu je dal verski pouk. Med njegovimi najdražjimi spomini iz otroštva so bile molitve, ki jih je recitiral pred gosti in branje Jobove knjige, ki je nanj naredila vtis, ko je bil „še vedno skoraj otrok“.
Po besedah častnika na Vojaški inženirsko-tehnični univerzi v Sankt Peterburgu Aleksandra Saveleva je bil Dostojevski globoko veren in je redno bral delo Heinricha Zschokkeja Die Stunden der Andacht (sl. Ure pobožnosti), ki je oznanjala sentimentalno različico krščanstva, popolnoma prosto dogmatske vsebine in z močnim poudarkom na udejanjanju krščanske ljubezni v družbi. Ta knjiga je morda pobudila njegovo poznejše zanimanje za krščanski socializem. Po priprtju, preklicani usmrtitvi in poznejšem jetništvu se je močno osredotočil na lik Kristusa in na Novo zavezo, edino knjigo, ki je bila dovoljena v zaporu. V pismu iz januarja 1854, naslovljenem na ženo, ki mu je dala Novo zavezo, je zapisal: »... sem otrok nevere in dvoma vse do tega trenutka, in prepričan sem, da bom to ostal do groba.« ter še: »četudi bi mi kdo dokazal, da je resnica zunaj Kristusa, bi raje ostal s Kristusom kot z resnico.«
Vrangel je dejal, da je bil Dostojevski »bolj kot ne veren, toda ni zahajal pogosto v cerkev in ni maral duhovnikov, še posebej Sibirskih ne. Vendar je govoril o Kristusu vzneseno.« Vrangel in Dostojevski sta skupaj načrtovala prevod Heglovih Predavanj o zgodovini filozofija in Carusovega dela Psyche. Dostojevski je tudi raziskoval islam in je svojega brata prosil, naj mu pošlje izvod Korana. Dve romanji in pa dve deli Dimitrija Rostovskega, nadškofa v Rostovu in pomembnega nabožnega pisca, so okrepili njegovo vero. Dostojevski je tudi postal privrženec počveništva.

## Literarni slog
Literarno ustvarjalnost Dostojevskega zaznamuje velika sinteza umetniških slogov in izraznih načinov. Tako je sprejel vplive razsvetljenstva (Voltaire), sentimentalizma (Rousseau), Schillerja, E.T.A. Hoffmanna, Puškina, Gogolja, Lermontova, Balzaca, Geroge Sand in Charlesa Dickensa ter jih postavil v nove povezave. Isto velja za velemestno okolje revščine, odkrito s strani naturalistov, in za kriminalno snov, ki je sicer doma v senzacionalnem romanu. Mihail Bahtin je pisanje Dostojevskega primerjal z menipejsko satiro, „karnevalizirano“ literaturo, ki resno meša s smešnim in na ta način pregnantno izrazi – kar je Dostojevskega tako zelo zanimalo – ekscentrično, ekstremno in ambivalentno, pri čemer so meje realizma vedno znova prekoračene.
Dostojevski je neprestano prestopal okvire literarnih šol, od katerih se je učil. To velja že za prvenec Bedni ljudje, čigar podrobni opisi okolja so sicer močno zaznamovani z naturalizmom; izjemna vestnost, s katero je Dostojevski prikazal to okolje ne samo od zunaj, temveč tudi v najrahlejših mislih in čustvenih vzgibih obeh glavnih junakov, pa je bil njegov lasten dodatek, ki ga je vešče postavil v ravnotežje z naturalističnim prikazom zunanjega sveta.
Kot je pokazal Wolf Schmid, so se narativni postopki moderne proze prvič v polnosti razvili v drugem Romanu Dostojevskega, v Dvojniku. Pripovedni potek in zgodba se tu nahajata v kompleksni medsebojni odvisnosti in s preračunano nedoločnostjo se bralca do konca drži v nejasnosti glede tega, ali gre za zgodbo o paranoji ali pa samo za docela fantastično dogajanje. Kompleksno prepletena struktura omogoča, da se Dvojnik interpretira na popolnoma različnih ravneh, denimo kot psihološki, analitični, socialnokritični ali filozofski roman.
Naslednji vrh je romanopisje Dostojevskega doseglo z Zločinom in kaznijo, v katerem je tudi v polnem obsegu usvojil tehniko polpremega govora, scensko uprizarjanje, „karnevalizacijo“ in orise nezavednih procesov. V Idiotu sta govorno vedenje in dialog oseb tisto, čemur je Dostojevski posvetil posebno pozornost. V dveh sledečih delih, Besih ter Mladeniču, se je poslužil prvoosebnega pripovedovalca. V obeh primerih je njegovo zaznavanje subjektivno izkrivljeno – v Besih s konvencionalno-spodobno miselnostjo pripovedovalca, v Mladeniču z njegovim letom ustrezno nezmožnostjo obvladovanja stvari – s čimer zgodbi skoraj do konca ostajata zaviti v uganko in je zmedenost obeh likov, ki se gibljeta v popolnoma iz tečajev vrženem svetu, kompleksno navezana nazaj na pripovedno situacijo. Diagnoza družbenih razmer kot kaotičnih je postala strukturni princip obeh romanov, še posebej v malo branem Mladeniču. Roman Bratje Karamazovi je naposled s svojimi številnimi osebami, epizodami in razvojnimi nitmi najkompleksnejše delo in tisto, v katerem je Bahtinova „polifona“ struktura najbolj jasno razvidna. Vsakemu od bratov je dodeljen po en samostojen ključni tekst, med katerimi je najbolj znamenita Legenda o velikem inkvizitorju (Ivanov samoprikaz). Na osnovi njegove dobro preračunane kompleksnosti se lahko roman bere ali razlaga kot alegorijo, teodicejo, družinsko dramo, socialni, filozofski, psihološki roman, celo kot kriminalni roman.
Rosa Luxemburg je izpostavila dramatične elemente romanov Dostojevskega: da ti tako prekipevajo od dogajanja, doživetja in napetosti, da njihova naglo navalevajoča, pamet begajoča polnost preti zadušiti epski element romana, preti vsak trenutek razgnati njegove zamejitve. Horst-Jürgen Gerigk je preučeval ta način učinkovanja in ga označil za makiavelističnega. Zločin, bolezen, seksualnost, religija in politika so po njegovem namenoma bili vključeni, da bi priklenili bralca. Dostojevski dosega napetost s polarizacijo (reven/bogat, star moški/mlada žena, podlež/dober človek). Stvari in značaji niso v polnosti podani. Bralec si mora sam nekaj skonstruirati preko vrste potez, rahlih naznačitev in pogovorov, kar pa nikoli na zadošča, da bi si ustvaril popolnoma logično pričakovanje. Pogosto nastopa pripovedovalec, ki ne razume celote, mnogih stvari ne opazi in poroča na podlagi govoric. Zamolčanje motivov ali njihova nejasna naznačitev so nadaljnji elementi namenoma ustvarjene napetosti. Pogosto denar obrne dogajanje v nepričakovano smer. Mnoge osebe imajo pridih norosti ali nenavadne manire. Pretirava se z nerazumljivim.

## Zapuščina in recepcija

### Sprejem v Rusiji in Sovjetski zvezi
Prva celovita izdaja del Dostojevskega je izšla 1881. Orest Miller in Nikolaj Strahov sta 1883 objavila prvo pisateljevo biografijo. Do 1915 so bili že štirje od njegovih večjih romanov preneseni na filmsko platno.

#### Po oktobrski revoluciji
Sprejem Dostojevskega je bil že v 19. stoletju ambivalenten. Ko je Nikolaj Mihajlovski leta 1875 v svojem časopisu Domovinski zapiski objavil roman Mladenič, je moral svojim naročnikom pojasniti, zakaj je želel dati prostor ravno avtorju protisocialističnega romana Besi. V času Sovjetske zveze se je ta ambivalentnost še stopnjevala. Dela Dostojevskega so bila, ker je bila njihova umetniška vrednost nesporna, tiskana v višjih nakladah kot kdajkoli prej. V letih 1926–1930 je sovjetska državna založba objavila celostno izdajo v 30-ih zvezkih, ki sta jo redigirala Boris Tomaševski in Konstatin Šalabajev. Leta 1918 je bil v Moskvi slovesno odkrit spomenik Dostojevskega, pri čemer je slavnostni govornik slavil pisatelja kot „preroka revolucije“, to je bilo stališče, ki ga je zastopalo tudi veliko zmernih marksistov, med njimi vplivni kritik Valerjan Pereverzev. Zaradi filozofskih, ideoloških, in religioznih nazorov, ki so v delih Dostojevskega prišli do izraza in ki so marksizmu diametralno nasprotovali, pa so ga vendarle tudi jedko kritizirali. Med njegove najostrejše nasprotnike je štel Maksim Gorki, ki je 1913 podal sodbo, da „reakcionarnih“ stališč Dostojevskega ne gre opravičevati z njegovim umetniškim genijem, in s tem tudi pri Leninu naletel na strinjanje. Le-ta ni odklanjal Dostojevskega samo zaradi romana Besi, temveč tudi zaradi Zapiskov iz podpodja, ki so bili kritično nastrojeni proti filozofiji Černiševskega. Ni pa bila sprejeta z ostrimi polemikami samo vsebina del Dostojevskega; na podlagi debate, ki je v 20-ih letih 20. stoletja potekala o formi njegovih spisov, je nastalo eno najpomembnejših del, ki jih je rusko govoreči prostor dal o tej temi in sicer Problemi poetike Dostojevskega Mihail Bahtin. V njem Bahtin kot temeljni strukturni princip romanov Dostojevskega navede polifonijo: njegovi romaneskni liki da niso na različne vloge porazdeljene predstavitve avtorjevega glasu, pač pa da so avtonomni nosilci zavesti in svetovnega nazora, ki med sabo vodijo večglasni dialog. Osebna stališča Dostojevskega v njegovih romanih da skorajda niso stopila v ospredje. Mnogi marksisti so odklanjali Bahtinove teze in še v letu objave knjige 1929 je bil poslan v izgnanstvo v Kazahstan.

#### Stalinova doba in socialistični realizem
Pogoji za svobodno razpravljanje o delih Dostojevskega so dosegli najnižjo točko v času socialističnega realizma. Poskus Viktorja Šklovskega, ki se ga je lotil 1931–1932, da bi motive iz Zapiskov iz mrtvega doma uporabil za eksperimentalni film, se je naposled končal kot propagandni film. Gorki je kot predsednik sovjetske Zveze pisateljev leta 1934 določil uradne partijske smernice, ki so do konca Stalinove dobe imele veljati za obravnavo Dostojevskega. Znanstvene publikacije so se od tedaj naprej osredotočale na ideološka vprašanja. Že napovedana objava pisem in pa romana Besi ni bila uresničena. Tudi na filmskem področju, z izjemo Peterburške noči (rus. Петербургская ночь, Peterburgskaja noč, 1934) Grigorija Rošala, do leta 1958 ni nastala nobena filmska priredba več.
Ko je med drugo svetovno vojno nastala potreba po nacionalnih osebnostih kot predmetih identifikacije, ki naj bi podžgale domoljubje, je bil Dostojevski začasno rehabilitiran, denimo z Vladimirjem Ermilovim, ki je Bese sedaj razlagal kot briljanten preroški portret modernega fašizma. Jemeljan Jaroslavski je celo povzdigoval Dostojevskega zaradi njegove protinemške nastrojenosti. Arkadij Dolinin in Valerij Kirpotin sta objavljala knjige o njem, ki so se oddaljevale od ideloškega mainstreama. Tako je Dolinin branil Dostojevskega kot vizionarja človeške prihodnosti, ki na koncu shaja tudi brez pojma boga. Ko pa se je v 40-ih letih 20. stoletja uveljavila doktrina Ždanova, se je Dostojevski, kot številni drugi ruski avtorji, zopet znašel na udaru kritike. Kulturno ministrstvo je naročilo univerzam, naj svojim študentom posredujejo, da so dela Dostojevskega »izraz reakcionarne, buržoazne, individualistične ideologije.« Pomembna biografija o Dostojevskem izpod peresa Konstantina Močulskega je izšla 1947 ne v SZ, pač pa pri neki pariški založbi. 

#### Od 1955 do sedanjosti
Do trajnejše liberalizacije je prišlo šele z vzponom Hruščova. Leta 1955 so bile smernice za proučevanje Dostojevskega nekoliko razrahljane. Leta 1956 je prvič izšla pisemska znamka z upodobitvijo Dostojevskega; še ena je sledila leta 1971. Pisatelj Vladimir Bonč-Brujevič je v nekem članku pojasnil, da je Lenin Dostojevskega nadvse cenil. V času od 1956 do 1958 je izšla nova celostna izdaja v desetih zvezkih, ki jo je oskrbel Leonid Grossman. Nastale so nove literarne študije in prvič po oktobrski revoluciji je prišlo v kina omembe vredno število filmskih upodobitev pisateljevih romanov, med njimi Idiot Ivana Aleksandroviča Pirjeva (rus. Иван Александрович Пырьев, Ivan Aleksandrovič Pyrʹev) (1958) in Bratje Karamazovi prav tako Pirjeva z igralcem Kirilom Lavrovom (1968).
Med 1972 in 1990 je izšla kritična izdaja – oskrbel jo je Georgij Friedlender – Ruske akademije v 30 zvezkih, ki velja za mojstrovino uredniškega dela in ki je pobudila obilico sekundarne literature in novih prevodov.
Leta 1981 je prišel v kina igrani film Aleksandra Zarhija 26. dni iz življenja Dostojevskega in vzbudil tudi mednarodno pozornost, ko je glavni igralec Anatolij Solonicin na Berlinalu prejel srebrnega medveda za najboljšega igralca. Roman Leonida Cipkina (rus. Леонид Борисович Цыпкин, Leonid Borisovič Cypkin) Poletje v Baden-Badenu (rus. Лето в Бáдене, Leto v Badene, 1982) pa je lahko nasprotno najprej izšel samo v ZDA, šele 1999 je bil objavljen tudi v Rusiji. Leta 2011 si je bilo na ruski nacionalni televiziji moč ogledati miniserijo Dostojevski, pri kateri je roko nad režijo držal Vladimir Hotinenko, v glavni vlogi pa je nastopil Jevgenij Mironov.

### Mednarodna recepcija

#### Teologija, filozofija, psihologija in družba
Vpliv, ki ga je imel Dostojevski na duhovno in literarno zgodovino zahoda, je izjemen in je bil opisan v številnih znanstvenih publikacijah. Friedrich Nietzsche je nemara prebral – v francoskem prevodu – Ponižane in razžaljene, Zapiske iz Mrtvega dom, Idiota in Bese. Občudoval je ostro oko Dostojevskega za psihologijo in ga občutil kot „vrednega nasprotnika“ (nem. würdiger Gegner). Ob soočenju z njegovimi romani se mu je ponudila priložnost, da je obdelal svoj lastni skrajno ambivalntni odnos do krščanstva. Mnogi Nietzschejevi spisi, med njimi Antikrist (1894), so neposredni rezultat te recepcije. Tudi teoretiki ruskega simbolizma, kot denimo Dmitrij Merežkovski, so zastopali versko filozofijo, ki je bila oprta na Dostojevskega. V nemško govorečem prostoru si je pisateljevo razumevanje Boga preko dialektične teologije Eduarda Thurneysena in Kalra Bartha pridobilo velik vpliv na evangeličansko misel.
Hermann Hesse je Brate Karamazove dojemal kot prerokbo zatona evropskega duha. Večpomensko sentenco Dostojevskega „Mi smo revolucionarji … iz konzervativnosti“ je leta 1921 prevzel Thomas Mann in jo spremenil v geslo „konzervativne revolucije“; Arthur Moeller van den Bruck je nato to geslo populariziral.
Že desetletja pred utemeljitvijo psihoanalize je Dostojevski izjemno podrobno preiskoval človeško dušo, prikazal je njena notranja protislovja in moč nezavednega in se trudil za rehabilitacijo iracionalnega. Sigmund Freud in Alfred Adler sta preučevala njegova dela in sta pri razvoju svojih naukov lahko zajemala iz odkritij, ki jih je že Dostojevski izčrpno predstavil. Danski slavist Adolf Stender-Petersen je označil pisanje Dostojevskega za „psihološki realizem“. V 20-ih letih 20. stoletja je ukvarjanje Dostojevskega z iracionalnim vzbudilo tudi pozornost surrealistov, še posebej Andréja Bretona.
Eksistencialisti so se čutili nagovorjene s strani Dostojevskega, ker je vedno znova opisoval človeka kot povsem prepuščenega samemu sebi v zapuščenosti od Boga. Teza Dostojevskega „Če je Bog mrtev, je dovoljeno vse“ tvori za Jean-Paula Sartra naravnost izhodiščno točko eksistencializma. Tudi za Alberta Camusa je spopadanje z nihilizmom, ki ga je Dostojevski tako zgledno ponazoril s svojim življenjem, predstavljalo program.
V 80-ih letih 20.stoletja se je preko prispevkov med drugim Davida Goldsteina in Felixa Philippa Ingolda razvila debata o antisemitizmu Dostojevskega, ki se je v glavnem pokazal v Dnevniku pisatelja kot stereotipno, zaničujoče in osmešujoče prikazovanje judovskih oseb, katero se je izrazilo tudi v Zapiskih iz Mrtvega doma, Zločinu in kazni ter Besih. 
Premišljevanja Dostojevskega o ruski identiteti vpričo napada zahodnih vrednostnih predstav so v novejšem času spodbudila Orhana Pamuka, da je na novo zapopadel turško identiteto.

### Priredbe
Dolgo preden so znanstveniki s področja literarnih in medijskih študij kot denimo Irmela Schneider teoretsko orisali problematiko literarnih adaptacij, so bile Dostojevskemu nekatere osrednje težave transformacije besedila tako natančno jasne, da je Varvari Obolenski, ki se je leta 1871 lotila dramatizacije Zločina in kazni, mogel dati ne samo strateške nasvete, pač pa tudi osnovno teorijo adaptacije. Dela Dostojevskega postavljajo pred adaptacije še posebne težave in sicer ne samo zaradi svoje dolžine; tako se niti njihova polifona struktura niti njihova intertekstualnost ne da prenesti v druge literarne zvrsti ali pa medije. Umetniki po celem svetu so se čutili izzvane s strani teh težav in podvzetih je bilo mnogo poskusov, da bi prenesli pisateljevo prozo v druge najrazličnejše oblike umetnosti. Drugače kot pri adaptacijah del denimo Puškina, Gogolja, Tolstoja ali Čehova kažejo adaptacije Dostojevskega tendenco, da so izhodiščnim tekstom videti komajda še podobne. Med posrečene adaptacije se prištevajo med drugim opera Kockar (1929) Sergeja Prokofjeva, opera Iz mrtvega doma (1930) Leoša Janáčka, opera Idiot (1985) Mieczysława Weinberga, igrani film Bele noči (1957) Luchina Viscontija ter odrska verzija Besov (1971) Andrzeja Wajde.

### Raziskovalne ustanove in muzeji
V svetovnem merilu najpomembnejši raziskovalni center za proučevanje Dostojevskega je Inštitut ruske literature (rus. Институ́т ру́сской литерату́ры), imenovan tudi Puškinov dom (rus. Пу́шкинский Дом), v Sankt Peterburgu. V njegovih arhivih se nahaja tudi veliko pisateljevih rokopisov. V ZDA se težišče raziskovalne dejavnosti nahaja na Oddelku za slovanske jezike in kniževnosti (ang. Department of Slavic Languages and Literatures) na Univerzi v Illinois (ang. University of Illinois) v Urbana/Champaign.
Peterburško stanovanje, v katerem je bival Dostojevski od 1878 do svoje smrti, od 1971 dalje gosti muzej.

## Dela Dostojevskega

### Romani
- (1846) Bedni ljudje (Бедные люди, Bednye ljudi)
- (1849) Netočka Nezvanova (Неточка Незванова, Netočka Nezvanova; fragment)
- (1861) Ponižani in razžaljeni (Униженные и оскорбленные, Unižennye i oskorblënnye)
- (1862) Zapiski iz mrtvega doma (Записки из Мёртвого дома, Zapiski iz mërtvogo doma)
- (1866) Zločin in kazen (Преступление и наказание, Prestuplenie i nakazanie)
- (1867) Srečelovec (prevedeno tudi kot Igralec ali Srečkar) (Игрок, Igrok)
- (1869) Idiot (Идиот, Idiot)
- (1872) Besi (Бесы, Besy)
- (1875) Mladenič (prevedeno tudi kot Izpoved mladega človeka) (Подросток, Podrostok)
- (1880) Bratje Karamazovi (Братья Карамазовы, Brat’ja Karamazovy)

### Novele
- (1846) Dvojnik (Двойник, Dvojnik)
- (1847) Roman v devetih pismih (Роман в девяти письмах, Roman v devjati pis’mah)
- (1847) Gospodarica (Хозяйка, Hozjajka)
- (1848) Slabo srce (Слабое сердце, Slaboje serdce)
- (1848) Jelka in svatba (Ёлка и свадьба, Ëlka i svad’ba)
- (1848) Bele noči (Белые ночи, Belye noči)
- (1859) Stričkove sanje (Дядюшкин сон, Djadjuškin son)
- (1859) Stepančikovo in njegovi prebivalci (Село Степанчиково и его обитатели, Selo Stepančikovo i ego obitateli)
- (1864) Zapiski iz podpodja (Zapiski iz podatalja) (Записки из подполья, Zapiski iz podpolʹja)
- (1870) Večni mož (Вечный муж, Večnyj muž)
- (1876) Krotko dekle (Кроткая, Krotkaja)

### Krajše pripovedi
- (1846) Gospod Proharčin (Господин Прохарчин, Gospodin Proharčin)
- (1848) Tuja žena (Чужая жена, Čužaja žena)
- (1848) Ljubosumni mož (Ревнивый муж, Revnivyj muž)
- (1848) Polzunkov (Ползунков, Polzunkov)
- (1848) Pošteni tat (Честный вор, Čestnyj vor)
- (1849) Mali junak (Маленький герой, Malen’kij geroj)
- (1860) Tuja žena in mož pod posteljo (Чужая жена и муж под кроватью, Čužaja žena i muž pod krovat’ju)
- (1862) Nespodobna anekdota (Скверный анекдот, Skvernyj anekdot)
- (1865) Krokodil (Крокодил, Krokodil; fragment)
- (1873) Bobek (Бобок)
- (1876) Deček pri Kristusovem božičnem drevescu (Мальчик у Христа на ёлке, Mal'čik u Hrista na ëlke)
- (1876) Stoletnica (Столетняя, Stoletnjaja)
- (1877) Sanje smešnega človeka (Сон смешного человека, Son smešnogo čeloveka)

### Zbirke esejev
- (1863) Zimski zapiski o poletnih vtisih (Зимние заметки о летних впечатлениях, Zimnie zametki o letnich vpečatlenijah)
- (1873–1881) Dnevnik pisatelja (Дневник писателя, Dnevnik pisatelja)

### Prevodi
- (1843) Mathilde (Eugène Sue; nedokončano)
- (1843–1844) Eugénie Grandet (Honoré de Balzac)
- (1844) La dernière Aldini (George Sand; nededokončano)

### Pisma
- Dostojevski je napisal več kot 725 pisem, od tega se jih je ohranilo 315.

### Izdaje del Dostojevskega

#### V ruščini
- V. G. Bazanov (ur.): Polnoe sobranie sočinenij. V tridcati tomah (Полное собрание сочинении в тридцати томах). Izdat. Nauka, Leningrad, 1972–1990, ISBN 5-02-027952-8 (celotna zbirka del v tridesetih zvezkih).

#### V nemščini
- Sämtliche Romane und Erzählungen. 13 Bände. Aufbau, Berlin 1994, ISBN 3-351-02300-6.
- Sämtliche Werke. 10 Bände. Piper, München 2008, ISBN 978-3-492-25265-2  (Prevedel E. K. Rahsin).
- Sämtliche Werke. 37 zvezkov na USB ključu vključno z dnevniki. anker-eBooks, 2011, ISBN 978-3-942963-00-8 (elektronska izdaja).

#### V slovenščini
V slovenščini so izšla izbrana dela Dostojevskega v 10 knjigah v letih 1957–1972 pri Državni založbi Slovenije:
- Bratje Karamazovi: roman v štirih delih z epilogom, 2 zvezka. Prevedel Vladimir Levstik, DZS 1957
- Izpoved mladega človeka: roman v treh delih. Prevedel Janko Moder, DZS 1958
- Ponižani in razžaljeni: roman v štirih delih z epilogom. Prevedel Severin Šali, DZS 1958, Prevedel Borut Kraševec, Mladinska knjiga 2017
- Idiot: roman v štirih delih. Prevedel Janko Moder, DZS 1959, Sanje 2004, Prevedel Drago Bajt, Modrijan 2013
- Besi: roman v treh delih. Prevedel Janko Moder, DZS 1960
- Zapiski iz mrtvega doma; Zapiski iz podpodja. Prevedel Janko Moder, DZS 1962
- Stepančikovo in njegovi prebivalci; Srečkar; Večni mož. Prevedel Janko Moder, DZS 1963
- Zločin in kazen. Prevedel Vladimir Levstik, DZS 1964
- Bedni ljudje; Dvojnik; Netočka Nezvanova. Prevedli Alenka Glazer, Gitica Jakopin, Severin Šali, DZS 1970
- Stričkove sanje in druge povesti. Prevedli Vera Brnčič, Janez Zor, Josip Vidmar, Severin Šali, DZS 1972

Ta zbirka je leta 1979 doživela ponatis, vendar brez  Stričkovih sanj in drugih povesti. S tem so bila v slovenščino prevedena skoraj vsa leposlovna dela Dostojevskega. V tej zbirki od leposlovni del manjkajo samo: Tuja žena, Ljubosumni mož (obe deli je Dostojevski nekoliko predelani združil v eno povest Tuja žena in mož pod posteljo, ki pa je prevedena v slovenščino) ter Nespodobna anekdota. Slednjo je v novejšem času izdala Študentska založba:
- Nespodobna anekdota. Prevedla Urša Zabukovec, Študentska založba, 2007.

Pri Študentski založbi je izšel izbor iz Dnevnika pisatelja, kjer gre za pretežno publicistična besedila (a tudi nekaj krajših zgodb):
- Dnevnik pisatelja 1, Izbor kratke proze in esejev. Prevedla Urša Zabukovec, Študentska založba, 2007.
- Dnevnik pisatelja 2, Izbor publicističnih besedil. Prevedel Borut Kraševec, Študentska založba, 2007.

Založba Goga je izdala še nekaj pisateljevih publicističnih zapisov iz zgodnejšega obdobja (skupaj s povestjo Bele noči):
- Peterburški letopis; Bele noči. Prevedla Urša Zabukovec, Goga, 2020.

### Leksikalna dela
- Richard Chapple: A Dostoevsky Dictionary. Ardis Publishers, Ann Arbor, Michigan 1983, ISBN 0-88233-616-9 .
- Kenneth A. Lantz: The Dostoevsky Encyclopedia. Greenwood Publishing Group, 2004, ISBN 0-313-30384-3.

### Strokovne revije
- Materialy i issledovanija (MiI). „Uradni strokovni list“ za sovjetske študije o Dostojevskem (od 1974).
- The Dostoevsky Journal. An Independent Review. Charles Schlacks, ISSN 1521-1975 (od 2000).
- International Dostoevsky Society (izdajatelj): Dostoevsky Studies. Zvezki 1–9, University of Toronto, 1980–1988.
- Dostoevsky Studies – The Journal of the International Dostoevsky Society. New Series Zvezki 1–16. Attempto, ISSN 1013-2309 (od 1998).
- Jahrbuch der Deutschen Dostojewskij-Gesellschaft. Otto Sagner, ISSN 1437-5265 (od 1993).

### Biografije

#### Za uvod
- Vitali Konstantinov: FMD: Leben und Werk von Dostojewski. Knesebeck, München 2016, ISBN 978-3-86873-850-6.
- Ulrike Elsässer-Feist: Fjodor M. Dostojewski. Brockhaus, München 1991, ISBN 3-417-21110-7.
- Janko Lavrin: Dostojewski (= Rowohlts Monographien. Nr. 50088). 29. Auflage. Rowohlt Taschenbuch Verlag, Reinbek bei Hamburg 2010, ISBN 978-3-499-50088-6. Delo je izšlo tudi v slovenščini: Janko Lavrin: Dostojevski: življenje in delo. Prevedel Janez Gradišnik, Obzorja, 1968.
- Zenta Mauriņa: Dostojewskij. Menschengestalter und Gottsucher. Maximilian Dietrich, 1997, ISBN 978-3-87164-100-8 (v latvijščini: Dostojevskis. 1931.).

#### Za podrobnejše proučevanje
- Ljudmila Saraskina: Dostojevski. Prevedel Borut Kraševec, zbirka Labirinti, Literarno-umetniško društvo Literatura, 2021.
- Nina Hoffmann: Th. M. Dostojewsky. Ernst Hofmann & Co., Berlin 1899.
- Julius Meier-Graefe: Dostojewski Der Dichter. Ernst Rowohlt, Berlin 1926.
- Geir Kjetsaa: Dostojewski. Heyne, 1993, ISBN 3-453-03530-5 (v norveščini: Fjodor Dostojevskij, et dikterliv. 1985. Prevedla v nemščino Astrid Arz).
- Konstantin Mochulsky: Dostoevsky. His Life and Work. Princeton University Press, 1967, ISBN 0-691-06027-4 (v rusščini: Достоевский: Жизнь и творчество. Paris 1947.).
- Joseph Frank: Dostoevsky. A Writer in His Time. Princeton University Press, 2009, ISBN 978-0-691-12819-1 (skrajšana verzija obširnejšega dela v 5 knjigah, glej dalje).
- Joseph Frank: Dostoevsky, Princeton University Press. 5 zvezkov: The Seeds of Revolt, 1821–1849. 1976, ISBN 0-86051-015-8.; The Years of Ordeal, 1850–1859. 1983, ISBN 0-86051-242-8.; The Stir of Liberation, 1860–1865. 1986.; The Miraculous Years, 1865–1871. 1995.; The Mantle of the Prophet, 1871–1881. 2002
- Horst-Jürgen Gerigk: Dostojewskijs Entwicklung als Schriftsteller. Vom „Toten Haus“ zu den „Brüdern Karamasow“. Fischer Taschenbuch Verlag, 2013, ISBN 978-3-596-90558-4.

### Vera in filozofija
- Nikolai Berdjajew: Die Weltanschauung Dostojewskis. C.H. Becksche, München 1924 (v rusščini: Миросозерцание Достоевского, Mirosozercanie Dosoevskogo). Delo je prevedeno tudi v slovenščino: Nikolaj Berdjajev: Svetovni nazor Dostojevskega. Prevedel Pavel Požar, Celjska Mohorjeva družba, 2011.
- Maximilian Braun: Dostojewski. Das Gesamtwerk als Vielfalt und Einheit. Vandenhoek & Ruprecht, 1976, ISBN 3-525-01210-1.
- Eugen Drewermann: Daß auch der Allerniedrigste mein Bruder sei. Dostojewski – Dichter der Menschlichkeit. Walter Verlag, Zürich 1998, ISBN 3-530-40048-3.
- Fedor Stepun: Dostojewski. Weltschau und Weltanschauung. Carl Pfeffer Verlag, Heidelberg 1950.
- Frank Thiess: Dostojewski. Realismus am Rande der Transzendenz. Seewald Verlag, Stuttgart 1971.
- Wil van den Bercken: Christian Fiction and Religious Realism in the Novels of Dostoevsky. Anthem Press, 2011, ISBN 978-0-85728-976-6 .
- Steven Cassedy: Dostoevsky’s Religion. Stanford University Press, 2005, ISBN 978-0-8047-5137-7 .
- George Pattison, Diane Oenning Thompson (ur.): Dostoevsky and the Christian Tradition. Cambridge University Press, 2001, ISBN 978-0-521-78278-4 ().
- James Patrick Scanlan: Dostoevsky the Thinker. Cornell University Press, 2002, ISBN 978-0-8014-7670-9 (englisch).
- Rowan Williams: Dostoevsky, Language, Faith and Fiction. Baylor University Press, 2008, ISBN 978-1-84706-425-7 .
- René Girard: Resurrection From The Underground: Feodor Dostoevsky. The Crossroad Publishing Company, New York 1997, ISBN 0-8245-1608-7 .
- Lev Šestov: Dostojevski in Nietzsche; Premagovanje samorazvidnosti. Prevedel Borut Kraševec, zbirka Labirinti, Literarno-umetniško društvo Literatura 2002.

### Z vidika literarnih ved
- Michail Bachtin: Probleme der Poetik Dostojewskis. Ullstein, 1988, ISBN 3-548-35228-6., prvič izšlo 1929. Delo je prevedeno tudi v slovenščino: Mihail Mihajlovič Bahtin: Problemi poetike Dostojevskega. Prevedla Urša Zabukovec, zbirka Labirinti, Literarno-umetniško društvo Literatura, 2007.
- Rudolf Neuhäuser: Fjodor M. Dostojewskij. Leben – Werk – Wirkung. 15 Essays. Böhlau, Wien 2013, ISBN 978-3-205-78925-3.
- Malcolm V. Jones, Garth M. Terry: New essays on Dostoyevsky. Cambridge University Press, 2010.
- Rudolf Neuhäuser: F. M. Dostojevskij: Die großen Romane und Erzählungen. Interpretationen und Analysen. Böhlau, Wien, Köln, Weimar 1993, ISBN 3-205-98112-X.

### Recepcija in vpliv
- Olga Caspers: Ein Schriftsteller im Dienst der Ideologie. Zur Dostoevskij-Rezeption in der Sowjetunion. Otto Sagner, München, Berlin, Washington D.C. 2012, ISBN 978-3-86688-159-4.
- Horst-Jürgen Gerigk: Dostojewskij, der vertrackte Russe. Die Geschichte seiner Wirkung im deutschen Sprachraum. Attempto, Tübingen 2000.
- Hans Rothe (ur.): Dostojevskij und die Literatur. Vorträge zum 100. Todesjahr des Dichters auf der 3. internationalen Tagung des „Slavenkomitees“ in München. Böhlau, Köln Wien 1983, ISBN 3-412-10882-0, str. 505.
- Horst-Jürgen Gerigk: Ein Meister aus Russland. Beziehungsfelder der Wirkung Dostojewskijs. Vierzehn Essays. Universitätsverlag Winter, Heidelberg 2010, ISBN 978-3-8253-5782-5.

## Dostojevski v literaturi in filmu
Mnogi romani, igrani in televizijski filmi obravnavajo življenje Dostojevskega.

### Romani
- Alja Rachmanowa: Das Leben eines großen Sünders. Ein Dostojewski-Roman. Benziger, Einsiedeln, Zürich 1947.
- Elfriede Hashagen: Der unsichtbare Himmel. Dostojewski in Sibirien. Eugen Salzer, Heilbronn 1951.
- Stanisław Mackiewicz: Der Spieler seines Lebens. Thomas, Zürich 1952.
- Erich Fabian: Im Sturm. Hinstorff, Rostock 1961.
- Eva Marianne Saemann: Der Leidenschaftliche. Dostojewskis Lebensroman. Bertelsmann, Gütersloh 1961.
- Stephen Coulter: Dostojewskij. Ein tragisches Leben. Diana, Konstanz, Stuttgart 1962.
- Erich Fabian: Der Doppelgänger. Ein Dostojewski-Roman. Hinstorff, Rostock 1964.
- Dora Bregowa: Verschwörung in St. Petersburg. Dostojewski-Roman 1821–1849. Verlag der Nation, Berlin 1967.
- Dora Bregowa: Der Weg der Verdammten. Dostojewski-Roman 1950–1959. Verlag der Nation, Berlin 1978.
- Hasso Laudon: Der ewige Ketzer. Ein Dostojewski-Roman. 2. Auflage. Der Morgen, 1982, ISBN 3-371-00160-1.
- J.M. Coetzee: The Master of Petersburg. London: Secker & Warburg, 1994.
- Леонид Цыпкин: Лето в Бадене. Новое литературное обозрение, Москва, 2003. (Leonid Cipkin: Leto v Badene. Novoe literaturnoe obozrenie, Moskva, 2003.)

### Igrani in televizijski filmi
- F. M. D. – Psychogramm eines Spielers (televizijski film), ZRN 1971, režija: Georg Tressler, igra Paul Albert Krumm
- Un amore di Dostoevskij (televizijska nadaljevanka), Italija 1978, režija: Alessandro Cane
- 26 dni iz življenja Dostojevskega, ZSSR 1981, režija: Aleksandr Zarhi
- Une saison dans la vie de Fedor Dostoïevski (televizijski film), Francija 1981, režija: Guy Jorré, igra Marcel Bozzuffi
- The Gambler, USA 1997, režija: Károly Makk, igra Michael Gambon
- Dug iz Baden – Badena (televizijski film), Srbija 2000, režija: Slobodan Z. Jovanović
- I demoni di San Pietroburgo, Italija 2008, režija: Giuliano Montaldo
- Dostojevski (televizijska nadaljevanka), Rusija 2010, režija: Vladimir Hotinenko, igra Jevgenij Mironov

### Strip
- Vitali Konstantinov: FMD. Leben und Werk von Dostojewski. Knesebeck, München 2016.

## Navedki
»Da bi resnica delovala bolj verodostojno, ji je potrebno brezpogojno dodati malo laži.« —F. M. Dostojevski
Hči Dostojevskega se je čudila svoji materi zakaj je imela kot dvajsetletno dekle pogum omožiti se s človekom pri sedeminštiridesetih. Gospa Dostojevska je odgovorila:
»Tvoj oče je bil v tem času veliko bolj vesel in mlajši po zunanjosti od mladeničev svojega časa, ki so po tedanji modi vsi nosili očala in zgledali kot profesorji zoologije.«
 »Ne glejte na to kaj naš človek dela. Poglejte na to po čemer hrepeni.« —F. M. Dostojevski
 »Razum je podlež. Opravičuje kar je prijetno.« —F. M. Dostojevski

### Strani o življenju in delu Dostojevskega
- www.dostojewski.eu Obsežna stran o življenju in delu v nemščini.
- Orest Miller: Zur Lebensgeschichte Dostojewskis O življenju Dostojevskega, v nemščini.
- FyodorDostoevsky.com Življenje, delo, eseji, slike, nasveti za knjige, povezave in forum, v angleščini.
- Christiaan Stange’s Dostoevsky Research Station Življenje in delo, bibliografija, spletne povezave, citati, v angleščini.
- Recherche-Tools Stran univerze v Illinois, v angleščini.

### Besedila Dostojevskega na spletu
- Wikisource: Fjodor Michailowitsch Dostojewski  Prevodi v nemščini.
- Projekt Gutenberg Besedila v nemškem prevodu.
- Zbirka literarnih spisov V ruščini.
- Zbirka publicističnih besedil V ruščini.